# Pehlivanlı, Tortum
Pehlivanlı là một thị trấn thuộc huyện Tortum, tỉnh Erzurum, Thổ Nhĩ Kỳ. Dân số thời điểm năm 2011 là 1.812 người.